# Марсела Арройо
Марсела Арройо (ісп. Marcela Arroyo; нар. 13 грудня 1984) — колишня мексиканська тенісистка.
Найвищу одиночну позицію світового рейтингу — 553 місце досягла 8 березня 2004, парну — 307 місце — 11 квітня 2005 року.
Здобула 4 парні титули.

## Фінали ITF

### Парний розряд (4–1)
| Турніри $25,000 |
| Турніри $10,000 |

| Результат | Дата              | Турнір                   | Покриття | Партнерка                | Суперниці                             | Рахунок          |
| --------- | ----------------- | ------------------------ | -------- | ------------------------ | ------------------------------------- | ---------------- |
| Поразка   | 30 серпня 2004    | Мехіко                   | Тверде   | Мелісса Торрес Сандоваль | Лорен Барніков Маріана Корреа         | 6–7(7), 5–7      |
| Перемога  | 20 вересня 2004   | Сан-Сальвадор, Сальвадор | Ґрунт    | Мелісса Торрес Сандоваль | Патрісія Ольсман Hilda Zuleta Cabrera | 6–1, 7–5         |
| Перемога  | 18 жовтня 2004    | Агуаскальєнтес, Мексика  | Ґрунт    | Мелісса Торрес Сандоваль | Хорхеліна Краверо Флавія Міґнола      | 6–3, 6–2         |
| Перемога  | 9 листопада 2004  | Мехіко                   | Тверде   | Мелісса Торрес Сандоваль | Лорена Аріас Еріка Кларке             | 6–1, 3–6, 6–0    |
| Перемога  | 15 листопада 2004 | Пуебла (штат), Мексика   | Тверде   | Мелісса Торрес Сандоваль | Лорена Аріас Еріка Кларке             | 2–6, 7–6(2), 6–0 |